# Пионерск (Красноярский край)
Пионе́рск— посёлок в Курагинском районе Красноярского края. Входит в состав городского поселения Краснокаменск.

## География
Посёлок находится на расстоянии примерно 60 км (по прямой) к северо-востоку от посёлка городского типа Курагино, административного центра района, прилегая с юго-востока к посёлку городского типа Краснокаменск.

### Климат
Климат резко континентальный с холодной зимой и жарким летом, суровый, с большими годовыми и суточными амплитудами температуры. Среднегодовая температура воздуха в северо-западной части — 1,5 °С. Зима суровая и продолжительная. Морозы доходит до минус 40°С. Лето теплое, продолжается свыше двух месяцев. Безморозный период длится 106 дней; дней с температурой 5 °С и более — 129. Средне-годовая температура колеблется от 0 °С до минус 1 °С. Продолжительность безморозного периода в центре котловины от 105 дней до 97 дней. Количество осадков 320—500 мм. Максимум осадков приходится на лето.

## История
Основан как посёлок геологоразведчиков. До 1964 года был базой Саянской геологоразведочной экспедиции.

## Население
| 2010 |
| ---- |
| 23   |

### Национальный состав
Согласно результатам переписи 2002 года, в национальной структуре населения русские составляли 97 % из 34 чел.